# Peter Parker: Spider-Man
«Peter Parker: Spider-Man» (рус. «Питер Паркер: Человек-паук») — название трёх серий комиксов о супергерое Человеке-пауке, которые издавалась Marvel Comics.

## Volume 1 (1990-1998)
Peter Parker: Spider-Man (вначале выходивший под названием Spider-Man) — ежемесячная серия комиксов, выпускавшаяся Marvel Comics с 1990 по 1998 год, всего вышло 98 выпусков. Серия была переименована на Peter Parker: Spider-Man, начиная с 75 номера, но только на обложках (внутри комикс по-прежнему именовался как Spider-Man; официально серия была переименована только при её перезапуске в качестве Vol. 2).
Серия известна тем, что она была запущена специально для Тодда Макфарлейна. Редактор Джим Сэликрап предложил ему запустить собственную серию про Человека-паука, которую Тодд и писал, и иллюстрировал. Макфарлейн проработал над серией до 16 выпуска, вышедшего в 1991 году, а затем покинул её, чтобы начать работу над Спауном. После Тодда Макфарлейна над серией работало большое количество авторов, которые часто сменялись.
Серия сыграла большую роль в известной Саге о клонах, став одной из серий о Человеке-пауке, сконцентрировавшей внимание на Бене Рейли. Нумерация комикса была прервана, и вместо 63 и 64 номеров вышли два номера комикса Scarlet Spider. Комикс Spider-Man продолжил свою нумерацию уже с 65 номера, Питер Паркер в комиксе был заменён на Бена Рейли.
Серия была закрыта в декабре 1998 года и почти сразу же была перезапущена в качестве Vol. 2.

## Volume 2 (1999-2003)
Peter Parker: Spider-Man Vol.2 — ежемесячная серия комиксов, выпускавшаяся Marvel Comics с 1999 по 2003 г., всего вышло 57 выпусков.
Серия являлась прямым продолжением Vol.1. Заново начатая нумерация являлась маркетинговым ходом, направленным на повышение продаж серии. Она просуществовала до 57 номера и была заменена другим комиксом про Человека-паука — The Spectacular Spider-Man Vol.2.